# Grand Orient de France
Het Grand Orient de France (G.O.d.F.) is een Franse irreguliere obedientie, oftewel een koepelorganisatie van vrijmetselaarsloges die werken in de drie basisgraden van leerling, gezel en meester. Anno 2025 is zij de oudste en grootste obediëntie in Frankrijk met 52.000 leden. Vele presidenten, premiers, ministers en staatssecretarissen zijn of waren vrijmetselaar en lid van het G.O.d.F. Haar hoofdzetel bevindt zich in Parijs. Van oorsprong was de obediëntie alleen toegankelijk voor mannen, maar vanaf 2010 mogen de loges zelf beslissen of zij gemengd willen werken.
Het G.O.d.F. was mede-oprichter en tot 1996 lid van de vrijzinnige internationale vrijmetselaarskoepel Centre de Liaison et d’Information des Puissances maçonniques Signataires de l’Appel de Strasbourg (C.L.I.P.S.A.S.). Later was zij van 2010 tot 2019 opnieuw lid. In 1998 stond ze mede aan de wieg van de eveneens vrijzinnige vrijmetselaarskoepel Secrétariat International Maçonnique des Puissances Adogmatiques (S.I.M.P.A.), welke echter vanaf 2010 een slapend bestaan leidt.
Het G.O.d.F. beschikt over een grote bibliotheek bestaande uit meer dan 20.000 volumes, genaamd La Bibliothèque du Grand Orient de France. In haar hoofdzetel in Parijs is tevens het Musée de la Franc-Maçonnerie gevestigd, een museum over de vrijmetselarij.

## Geschiedenis
Het Grand Orient de France is opgericht in 1773 als afsplitsing en voortzetting van de historische Grande Loge de France, de eerste obediëntie van vrijmetselaarsloges in Frankrijk.
In 1877 begon de discussie over het schrappen van het begrip Opperbouwmeester van het Heelal, dat het geloof in een persoonlijke God vooropstelde naar christelijk voorbeeld, en de aanwezigheid van een bijbel tijdens de maçonnieke werkzaamheden. Vele leden vonden deze voorwaarde onverenigbaar met de absolute vrijheid van meningsuiting.
Deze situatie leidde tot grote twisten met bevriende obediënties, in de eerste plaats met de United Grand Lodge of England. Dit leidde in 1913 tot het definitieve verbreken van de erkenning door deze grootloge van het Grootoosten van Frankrijk. Enkele loges en vrijmetselaars splitsen zich in dat jaar af en vormen de Grande Loge Nationale Française.
Begin 20e eeuw was de obediëntie betrokken in een groot politiek schandaal, de zogenaamde affaire des fiches. In opdracht van de Franse minister van defensie, een vrijmetselaar, werden er informatiefiches opgesteld in de schoot van de G.O.d.F. over alle militairen van het Franse leger. Op basis van deze fiches werden in groten getale liberale en vrijzinnige militairen benoemd in belangrijke sleutelposities binnen het leger, met uitsluiting van katholieke militairen.
In 1986 nodigde het Franse Grootoosten 235 obediënties uit de hele wereld uit om deel te nemen aan het Rassemblement Maçonnique International dat plaatsvond te Parijs van 14 tot 16 mei 1987. Dit internationaal vrijmetselaarscongres vond plaats onder de bescherming van de Franse president François Mitterrand en stond in het teken van de wereldvrede.
In 2007 nodigde het Grootoosten van Frankrijk 150 adogmatische obediënties uit de hele wereld uit om deel te nemen aan een tweede Rassemblement Maçonnique International te Straatsburg van 2 tot 3 mei. Het internationale congres vond plaats onder de titel Construire l'Europe, construire le monde en onder de bescherming van Abdou Diouf, voormalig president van Senegal en secretaris-generaal van de Organisation Internationale de la Francophonie.

## Loges
Het Grand Orient de France telt anno 2025 ruim 1400 loges. De meerderheid hiervan bevindt zich in Frankrijk en haar (voormalige) koloniale gebieden.

### Aanwezigheid in België
In België kent het G.O.d.F. geen actieve loges, wel zijn er in het verleden een aantal loges opgericht die later weer opgeheven zijn, met name rond het begin van de negentiende eeuw.
- L'Espérance (1804-1804) (Brugge)
- L'Amitié (1805-1810) (Brugge)
- La Réunion Désirée (1809-1814) (Brugge)
- L'Heureuse Rencontre (1773-XXXX) (Brussel)
- Les Vrais Amis de la Justice (1775-1789) (Brussel)
- Les Amis de la Vertu (XXXX-XXXX) (Charleroi)
- La Saint-Napoléon du Nord (XXXX-XXXX) (Gent)
- La Parfaite Egalité (1776-XXXX) (Luik)
- L'Étoile de l'Amitié (XXXX-XXXX) (Bergen)
- La Parfaite Égalité (XXXX-XXXX) (Bergen)
- La Parfaite Intelligence  (XXXX-XXXX) (Bergen)

### Aanwezigheid in Nederland
Het Grand Orient de France kent een actieve loge in Nederland, loge Saint Napoléon (1810-1835 / heropgericht in 2017) (Amsterdam)
Daarnaast zijn er in het verleden in Nederland ook enkele loges opgericht en weer verdwenen.
- La Constance (1860-XXXX) (Maastricht)
- La Parfaite Réunion  (XXXX-XXXX) (Maastricht)
- Les Amis Français (XXXX-XXXX) (Vlissingen)

## Prominente grootmeesters

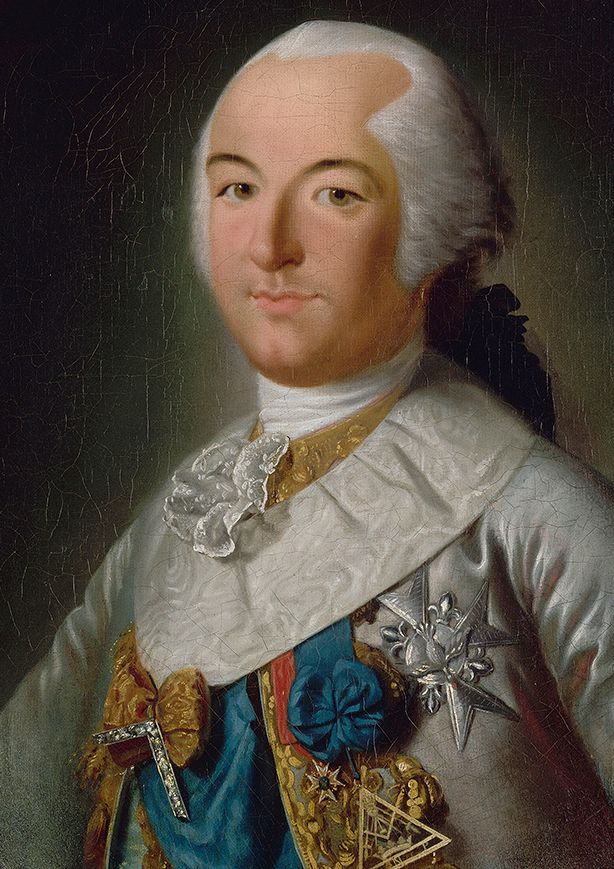
Lodewijk Filips van Orléans, eerste Grootmeester van het Grootoosten van Frankrijk

Het Grand Orient de France heeft in de loop der eeuwen verschillende grootmeesters gekend. Enkele van de meest prominente:
- Lodewijk Filips van Orléans (1747-1793), hertog van Orléans en Valois en de eerste grootmeester van het Grand Orient de France van 1771 tot aan zijn overlijden. Tijdens de Franse Revolutie stief hij als slachtoffer van de Terreur onder de guillotine. Zijn zoon Lodewijk Filips werd in 1830 koning van Frankrijk.
- Joseph Bonaparte (1768-1844), een oudere broer van Napoleon Bonaparte. Dankzij zijn broer werd hij koning van Napels (1806–1808) en vervolgens van Spanje (1808–1813). Onder het bewind van Napoleon nam het aantal loges in Frankrijk sterk toe. Grootmeester van 1805-1814.
- Karel Lucien Bonaparte (1803-1857), een zoon van Lucien Bonaparte, een jongere broer van Napoleon. Hij was ornitholoog en trouwde met zijn nicht Zenaïde, een dochter van Joseph Bonaparte. Grootmeester van 1852-1857.

## Riten en graden
Binnen het Grand Orient de France mag een loge zelf bepalen welke ritus zij wil toepassen in de drie basisgraden. Er zijn meerdere riten in gebruik, de belangrijkste zijn:
- de Moderne (Franse) Ritus
- de Aloude en Aangenomen Schotse Ritus
- de Gerectificeerde Schotse Ritus
- de Oude en Primitieve Ritus Memphis-Misraïm

De meerderheid van de loges past de Franse Ritus toe.
Daanaast kent het G.O.d.F binnen haar schoot het Grand Collège des Rites dat verschillende hogere gradenstelsels beheert, waaronder:
- de Suprême Conseil du Rite écossais ancien et accepté du G.O.d.F. voor de dertig hogere graden van de Aloude en Aangenomen Schotse Ritus (A.A.S.R.)
- het Grand Chapitre Général du G.O.d.F. voor de vier hogere graden van de Franse Ritus
- het Grand Prieuré Indépendant de France du G.O.d.F. voor de acht hogere graden van de Gerectificeerde Schotse Ritus
- de Grand Ordre Egyptien du G.O.d.F. voor de zesennegentig hogere graden van de Oude en Primitieve Ritus Memphis-Misraïm

## Beginselverklaring
Het G.O.d.F. heeft de volgende beginselverklaring in haar statuten opgenomen.
La Franc-Maçonnerie, institution essentiellement philanthropique, philosophique et progressive, a pour objet la recherche de la vérité, l'étude de la morale et la pratique de la solidarité; elle travaille à l'amélioration matérielle et morale, au perfectionnement intellectuel et social de l'Humanité.
Elle a pour principes la tolérance mutuelle, le respect des autres et de soi-même, la liberté absolue de conscience.
Considérant les conceptions métaphysiques étant du domaine exclusif de l'appréciation individuelle de ses membres, elle se refuse à toute affirmation dogmatique.
Elle a pour devise: Liberté, Egalité, Fraternité.